# Habilitet
Habilitet er et juridisk og etisk begreb, som beskriver den mulige konflikt mellem en persons, gruppes eller organisations økonomiske, sociale eller kulturelle bindinger over for vedkommendes ytringer om emner inden for samme interesseområde. Heraf også det benægtende begreb: inhabilitet, hvor en generel regel siger, at man er inhabil, når der foreligger specielle forhold, som kan svække tilliden til vedkommendes upartiskhed.

Vedrørende juridisk habilitet, se , hvoraf det fremgår, 
| Citat | Man kan ikke være sagkyndig i en sag, hvor man selv er part i sagen eller i øvrigt har en personlig, økonomisk eller familiemæssig interesse i dens udfald. Det samme gælder, hvis man er beslægtet eller besvogret med en af parterne i sagen, så langt som til nevøer og niecer, eller hvis man er gift med eller står i adoptions- eller plejeforhold til en af parterne. Hvis sådanne omstændigheder er til stede, vil du være inhabil i sagen. | Citat |
|       | |       |

Inhabilitet er oprindeligt reguleret for dommeres vedkommende i retsplejeloven:
| Citat | § 60. Ingen må handle som dommer i en sag, når han 1) selv er part i sagen eller er interesseret i dens udfald eller, hvis det er en straffesag, er forurettet ved forbrydelsen; 2) er beslægtet eller besvogret med nogen af parterne i en borgerlig sag eller med sigtede i en straffesag i op- eller nedstigende linje eller i sidelinjen så nær som søskendebørn eller er en af parternes eller sigtedes ægtefælle, værge, adoptiv- eller plejefader, adoptiv- eller plejesøn; 3) er gift med eller beslægtet eller besvogret i op- eller nedstigende linje eller beslægtet i sidelinjen så nær som søskende med nogen i en borgerlig sag optrædende advokat eller anden rettergangsfuldmægtig for en af parterne eller med den forurettede i en straffesag eller dennes rettergangsfuldmægtig eller med nogen i en sådan sag optrædende offentlig anklager eller politiembedsmand eller forsvarer for sigtede; 4) har aflagt vidnesbyrd eller været syns- eller skønsmand i sagen eller har handlet i den, hvis det er en borgerlig sag, som advokat eller i øvrigt som rettergangsfuldmægtig for nogen af parterne og, hvis det er en straffesag, som politiembedsmand, offentlig anklager, forsvarer eller rettergangsfuldmægtig for den forurettede; 5) har handlet i sagen i den underordnede instans som dommer eller, hvis det er en straffesag, som nævning eller domsmand eller 6) har deltaget som dommer, domsmand, nævning eller sagkyndig under den tidligere hovedforhandling i en straffesag, der er hjemvist til ny hovedforhandling efter § 929 eller genoptaget efter §§ 976 eller 977. | Citat |
|       | |       |

Etisk habilitet afgrænses f.eks. sådan:
| Citat | Hvis du som forsker påtænker at indgå i et forskningsprojekt med en privat virksomhed, hvor du selv har økonomiske interesser, f.eks. i form af medejerskab som anpartshaver eller aktionær i den pågældende virksomhed eller på anden måde involveret heri, er det vigtigt, at du forinden eksempelvis overvejer følgende problemstillinger: 1. Hvad vil forbindelsen mellem den private virksomhed, universitetet og dig selv som forsker være, hvis det påtænkte samarbejde sættes i gang? 2. Som ansat ved universitetet er du omfattet af Forvaltningsloven, hvilket konkret betyder, at du nøje skal overveje din habilitet i forhold til din ansættelse som forsker. Kan den evt. formidling af forskningsresultaterne i et konkret projekt komme i konflikt med f.eks. den private virksomheds interesser? 3. Hvordan forenes evt. konsulentjobs med din ansættelse som forsker, herunder i forhold til universitetets forpligtelse til at virke som objektiv og uafhængig formidler af konkrete forskningsresultater? | Citat |
|       | |       |